# 夢湖 (月球)
梦湖（Lacus Somniorum）是月球正面东北部的一座月海，是月球上最大的月湖，月面坐标为38°00′N 29°54′E / 38.0°N 29.9°E，直径384公里。梦湖的拉丁名之意为“梦之湖”，由意大利天文学乔瓦尼·巴蒂斯塔·里乔利命名。
梦湖的边界线不甚明确，其表面与月表多数月海一样，由低反照率的凝固玄武岩熔岩构成。
在西南，梦湖通过波希多尼环形山西北一处宽阔的裂口与澄海相通，该环形山构成了梦湖南界的西端；在东面，其边界在抵达最远的东经41°处转而伸向西北；梦湖的南沿连接了被熔岩淹没的霍尔陨石坑和一条长约150公里的乔·邦德月溪，霍尔陨石坑南面是更小的乔·邦德陨石坑。
梦湖曲折的东侧边缘紧挨着莫里陨石坑，往北则到达残存的威廉斯陨石坑。在那儿，其边缘转而西折继续延伸，一道坐落了已淹没的梅森环形山和普拉纳陨石坑的狭窄地带将它与北面较小的死湖相隔开。
最后，该湖折回到南部，沿澄海北侧进入崎岖地形区；梦湖南半部地表上分布了一系列的沟壑，因它们靠近波希多尼环形山北面一座被梦湖包围的小撞击坑-丹尼尔陨石坑而被统称为"丹尼尔月溪"，丹尼尔陨石坑以北，靠近梦湖北界的是格罗夫环形山。

## 链接
- 梦湖地图（页面存档备份，存于）
- 梦湖 （页面存档备份，存于）  国际天文学联合会在线